# Paul Eber

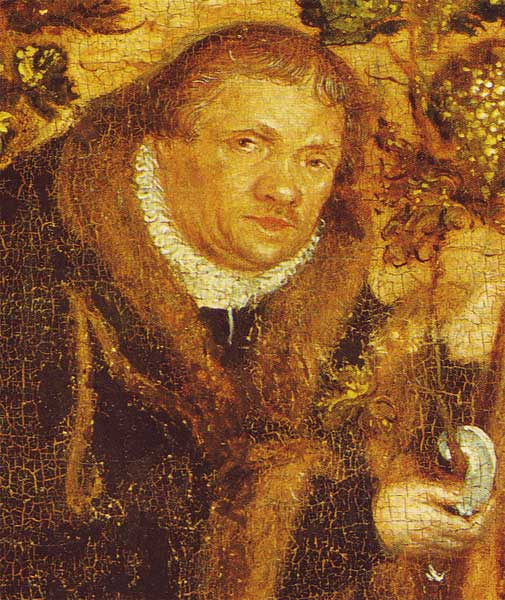
Paul Eber im Ausschnitt aus seinem Epitaph in der Stadtkirche der Lutherstadt Wittenberg gemalt von Lucas Cranach d. J.

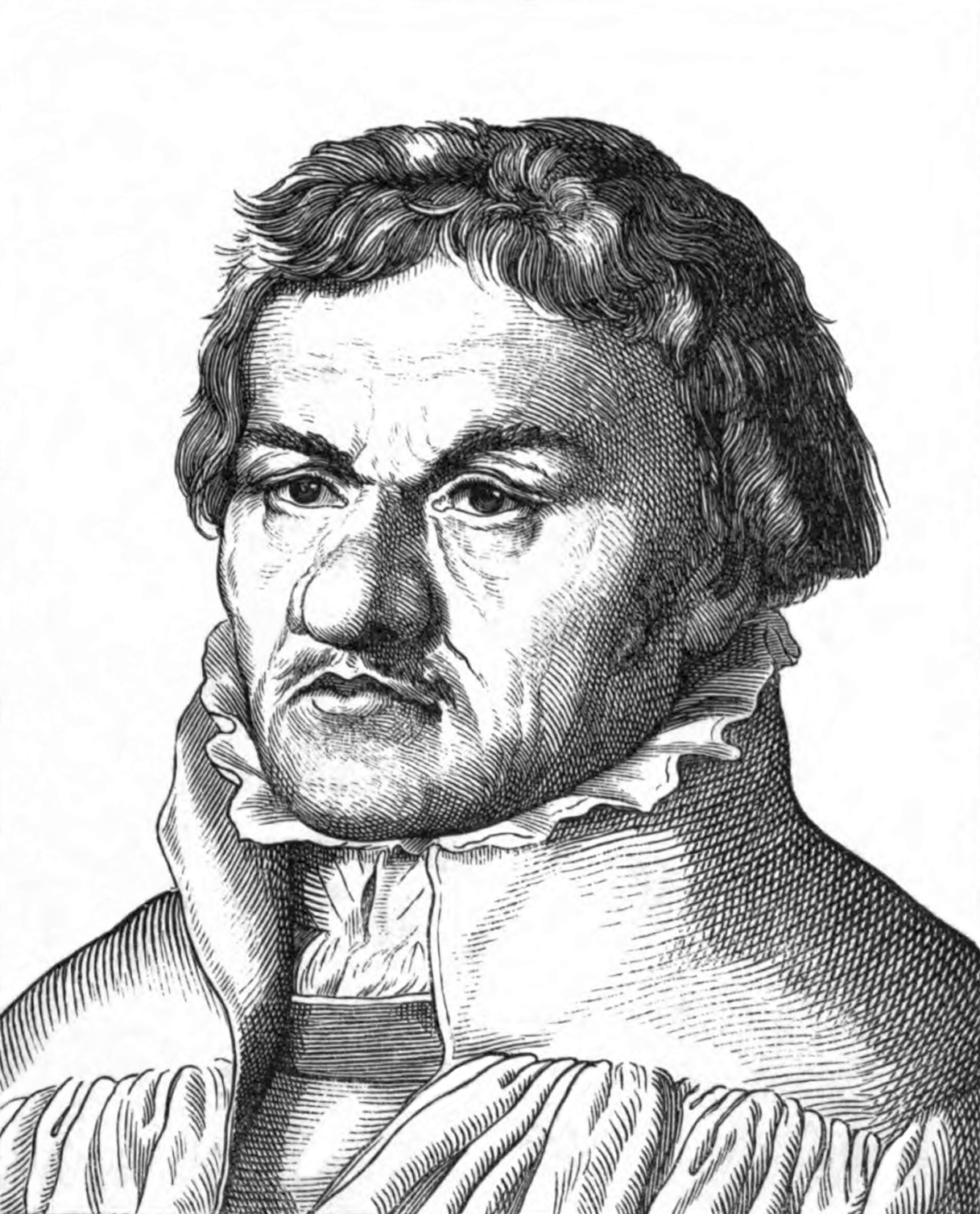
Paul Eber (Porträt von 1854, vermutlich von Hugo Bürkner)

Paul Eber (* 8. November 1511 in Kitzingen; † 10. Dezember 1569 in Wittenberg) war ein evangelischer Theologe, Kirchenliederdichter und Reformator.

## Leben
Paul Eber wurde als Sohn eines Schneiders mit Namen Johann († 23. Mai 1534 in Wittenberg) und dessen Frau Magarethe Pfleumin in Kitzingen in der heutigen Falterstraße geboren. Er erhielt seine Vorbildung in der Heimatschule Kitzingen und bezog 1523 die Lateinschule in Ansbach. Im Alter von 13 Jahren wurde er von einem durchgehenden Pferd abgeworfen und eine halbe Stunde mitgeschleift. Seit diesem Unglücksfall blieb er immer etwas verkrümmt. Aufgrund seines Talents wurde er jedoch gefördert und unterstützt, so dass er ab 1525 Schüler von Johann Ketzmann an der Lorenzschule war und das damalige Ägidiengymnasium in Nürnberg besuchen konnte.
Am 1. Juni 1532 immatrikulierte er sich an der Universität Wittenberg, wo er Philipp Melanchthon auffiel, von ihm gefördert wurde und zeitlebens mit ihm verbunden blieb. Deswegen nannte man ihn wohl auch das „Respectorium Philippi“. In Wittenberg erlangte er am 27. April 1536 die philosophische Magisterwürde und wurde im April 1537 in den Senat der philosophischen Fakultät aufgenommen. Von nun an begann er selbst zu unterrichten. Seine Repetitionen und Disputationen der Philosophie, der Physik und der alten Autoren zogen immer mehr Studenten an, so dass er am 11. Juli 1541 als Festanstellung die Professur der lateinischen Sprache von Kurfürst Johann Friedrich erhielt.
Infolge eines kurfürstlichen Reskripts vom 30. Dezember 1543 erhielt der Kitzinger Gelehrte die vordem von Veit Amerbach eingenommene Professur für Physik. Im Sommersemester 1544 wurde Eber Professor der lateinischen Grammatik und trat in den akademischen Senat der Universität Wittenberg ein. Die durch die Folgen des Schmalkaldischen Krieges unterbrochene Tätigkeit an der Wittenberg Akademie nahm der in Wittenberg verbliebene Eber mit dem Wintersemester 1547 wieder auf. 1550 wurde er Dekan der philosophischen Fakultät.
Bereits zeitig wirkte er an kirchlichen Angelegenheiten mit. So findet man ihn auf dem Konvent in Pegau, in zahlreichen Eintragungen der Kirchenvisitationen der sächsischen Kurkreise im Jahre 1555 und auf dem Kolloquium in Worms (1557). Als er am 26. April 1557 die frei gewordenen Ämter des verstorbenen Johann Forster übernahm, erhielt er die Lehrkanzel für die hebräische Sprache, und die Oberpredigerstelle an der Wittenberger Schlosskirche. Nach dem Tod Johannes Bugenhagens am 20. April 1558, übernahm er dessen Stelle als Generalsuperintendent des sächsischen Kurkreises und wurde damit Oberpfarrer an der Wittenberger Stadtkirche.
Als Pfarrer der Mutterkirche der Reformation wurde er Professor der Theologie und Generalsuperintendent. Er war auch im Wintersemester 1551 Rektor an der Universität und bekleidete dort im Sommersemester 1557 das gleichwertige Prorektoramt. In Anerkennung seiner Verdienste wurde er 1559 zum Doktor der Theologie promoviert.
Nach dem Tode Philipp Melanchthons 1560 wurde er Mitglied der Theologischen Fakultät und war ab dieser Zeit die wichtigste Gestalt der evangelischen Kirche im Zentrum der Reformation. Dabei hat er als wirkungsvoller Prediger sowie als treuer Schüler und Mitarbeiter Melanchthons (er galt als „Repertorium Philippi“) in einer Zeit sich verschärfender dogmatischer Gegensätze weiterhin Melanchthons Mittlerposition eingenommen. So hat er, eine mild lutherische Lehre vertretend, Martin Luthers Intentionen zu verbreiten gewusst und konnte daher in den theologischen Streitigkeiten (besonders hinsichtlich der Abendmahlsfrage) irenisch vermitteln, nicht zuletzt in den Auseinandersetzungen der Gnesiolutheraner und Kryptocalvinisten.
Seine tiefe Religiosität drückt sich in seinen Kirchenliedern aus, die ihn zum wichtigsten Dichter neben Luther im Zentrum der Reformation machten. Nach einem arbeitsreichen Leben in der evangelischen Kirche verstarb Paul Eber in Wittenberg. Er wurde in der Wittenberger Stadtkirche beigesetzt. Vermögende Bürger stifteten zu seinem Gedächtnis ein Epitaph. Dieses von Lucas Cranach d. J. gestaltete Epitaph, Die Arbeiter im Weinberg des Herrn, ist heute noch eines der bedeutendsten Werke in der Wittenberger Stadtkirche.

## Familie

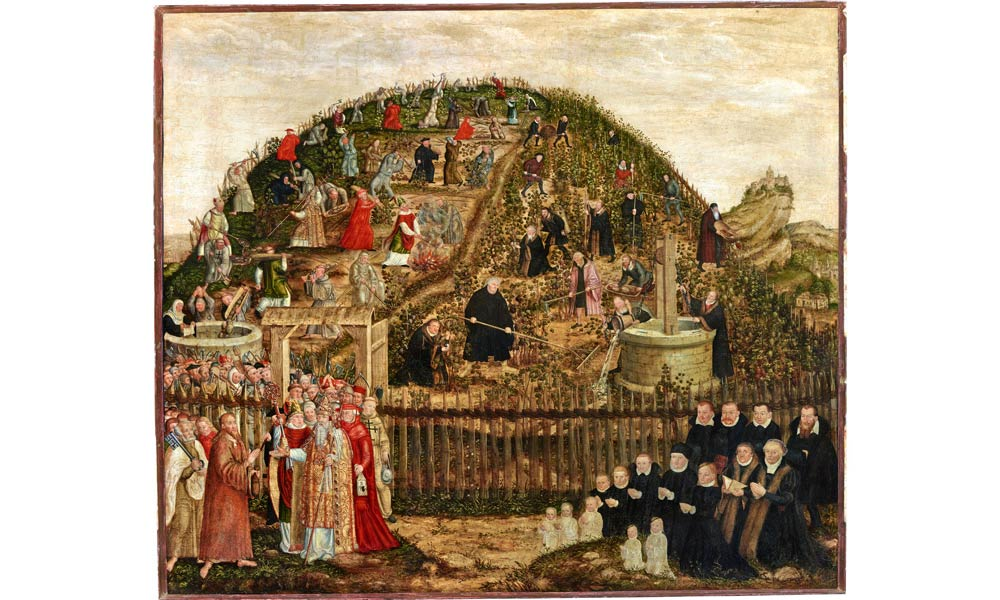
Eber-Epitaph in der Stadtkirche Wittenberg, gemalt von Lucas Cranach d. J.

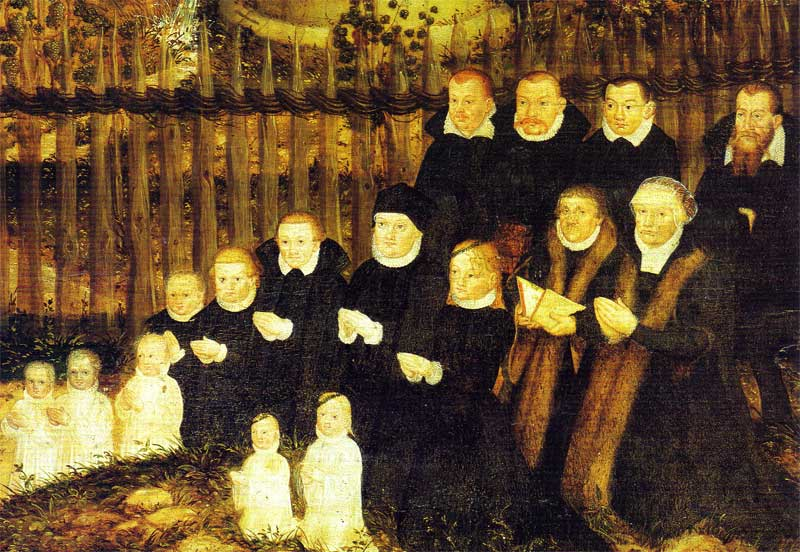
Paul Ebers Familie, Ausschnitt aus seinem Epitaph

Zu seinen familiären Verhältnissen wäre anzuführen, dass Paul Eber am 13. September 1541 in Leipzig Helene (* 1523 in Nürnberg; † 22. Juli 1569 in Wittenberg), Tochter des Nürnberger Goldschmieds Günther Kuffner und seiner Frau Margarethe N.N. († 24. Februar 1563 in Wittenberg) heiratete. Aus dieser Ehe gingen 13 Kinder hervor, von denen fünf im Kindesalter vor Paul Eber (zwei Mädchen und drei Jungen) verstarben. Weitere zwei Mädchen und sechs Jungen überlebten ihren Vater. Im Epitaph Paul Ebers ist seine gesamte Familie abgebildet. Die bereits verstorbenen Kinder sind, entsprechend der Zeit, als weiß gekleidete Personen dargestellt, wobei die Jungen rechts von dem ein Gebetbuch haltenden Paul Eber stehen und die Mädchen sich zu seiner linken Seite positionieren. Ebenfalls auf der rechten Seite findet sich sein Schwiegersohn Johann Leupold hinter der Familie abgebildet. Von seinen Kindern sind bekannt:
1. Paul Eber II. (* 22. November 1542 in Wittenberg; † 9. Februar 1572 in Wittenberg) wurde nach einem Studium an der Universität Wittenberg (24. November 1551 immatr.) am 4. März 1561 Magister und 1567 zum Rektor der Wittenberger Stadtschule bestellt. Er machte sich als Kirchenlieddichter einen Namen, heiratete am 16. Oktober 1564 Maria Major († 18. Oktober 1569 in Wittenberg), mit der er die Tochter Theodora (* 19. Dezember 1566 in Wittenberg; † 12. April 1569 ebenda) hatte. Am 18. September 1570 ging er eine neue Ehe mit Magarethe, Tochter des Burchard Matthies, ein. Diese Ehe blieb kinderlos; die Witwe heiratete nach Paul Ebers II Tod, am 1. November 1575 den Magister Johann Kraus.
2. Maria (* 17. Juli 1562 in Wittenberg)
3. Timotheus († 30. Januar 1564 in Wittenberg)
4. Helene, heiratet am 25. Februar 1566 in Wittenberg Magister Johann Leupold aus Zwickau
5. Johannes (* in Wittenberg, am 10. August 1557 immatrikuliert † 8. Dezember 1580 als Diakon in Kitzingen) heiratet am 10. September 1576 in Wittenberg Katharina Schmidt aus Ansbach
6. Martin (im Mai 1579 gratis immatrikuliert)
7. Melchior (10. August 1557 immatrikuliert)
8. eine ungenannte Tochter verstarb vor dem 29. Dezember 1547

## Werke

### Schriften

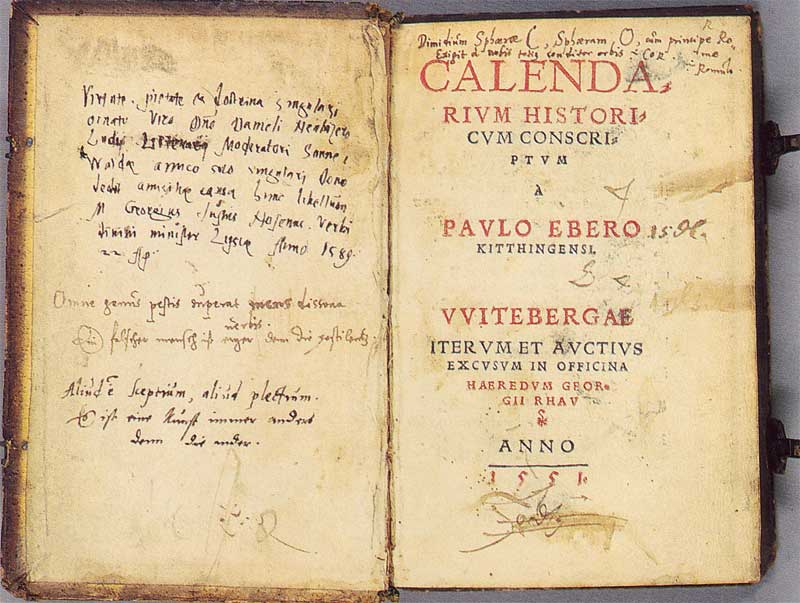
„Calendarium historicum“ von Paul Eber

- Contexta populi Judaici historia a reditu ex Babylonico exilio usque ad ultimum excidium Hierosolymae. (Zusammenhängende Geschichte des jüdischen Volkes von der Rückkehr aus der babylonischen Gefangenschaft bis zur endgültigen Zerstörung Jerusalems) Creutzer, Wittenberg 1548. (Digitalisat) (viele Auflagen, deutsch u. französisch übersetzt)
- Calendarium historicum. Wittenberg 1550. (Digitalisat), (viele Auflagen, deutsch u. französisch übersetzt)
- Evangeliorum dominicalium explicatio. (Erklärung der Sonntags-Evangelien), herausgegeben von Johann Cellarius, Frankfurt 1576 (deutsche Ausgabe, Frankfurt 1578);
- Katechismuspredigten. herausgegeben von Theophilus Feurelius, Nürnberg 1577;
- Vom heiligen Sakrament des Leibs u. Bluts unseres Herrn Jesu Christi. Wittenberg 1562. (Digitalisat)
- Pia assertio de sacratissima Coena domini nostri Jesu Christi. Schwenck, Wittenberg 1563. (Digitalisat)
- Biblia germanico-latina Als Mitarbeiter in Wittenberg 1565.
- Briefe im Ccrp.Ref. 3–9 befinden sich in Staatsbibl. München u. Forschungsbibl. Gotha.
- Biblia Germanico-Latina. Wittenberg 1565, das Alte Testament für das große Bibelwerk der im Auftrag des Kurfürsten August von Sachsen mit Georg Major
- Erklärung der Definition oder Beschreibung Gottes. Herausgegeben von Mattheus Major 1588.
- Schriften über die Abendmahlsfrage
- Psalterium cum argumentis 1563

### Lieder
- „Helft mir Gotts Güte preisen“ (EKG 37)
- „Herr Jesu Christ, wahr’ Mensch und Gott“ (EKG 314)
- „Wenn wir in höchsten Nöten sein“ (EG 366)
- „Herr Gott, dich loben alle wir“ (EKG 115); mit diesem Text wurde die Genfer Melodie zum 134. Psalm im lutherischen Deutschland heimisch.
- „In Jesu Wunden schlaf ich ein“
- „Zwei Ding, o Herr, bitt ich von dir“